# Онньос
Онньос (рос. Оннёс) — село Амгинського улусу, Республіки Саха Росії. Входить до складу Амгіно-Нахарінського наслегу.
Населення — 586 осіб (2015 рік).

## Видатні уродженці
- Яковлєв Петро Іонович — Герой Соціалістичної Праці.